# Alpioniscus heroldii
Alpioniscus heroldii är en kräftdjursart som beskrevs av Karl Wilhelm Verhoeff 1931. Alpioniscus heroldii ingår i släktet Alpioniscus och familjen Trichoniscidae. Inga underarter finns listade i Catalogue of Life.